# Włodki (Mazovie)
Pour les articles homonymes, voir Włodki.
Włodki [ˈvwɔtki] est un village polonais de la gmina de Repki dans le powiat de Sokołów et dans la voïvodie de Mazovie, au centre-est de la Pologne.
Il est situé à environ 4 kilomètres au sud de Repki, 11 kilomètres au sud-est de Sokołów Podlaski et à 95 kilomètres à l'est de Varsovie.